# ISO 3166-2:GF
Die zur Kennzeichnung geografischer Einheiten dienende Liste der ISO 3166-2-Codes für  Französisch-Guayana enthält ausschließlich den Code für  Französisch-Guayana. Es existieren keine weiteren Unterteilungen.

Dieser Code besteht nur aus einem Teil. Dieser gibt den Code gemäß ISO 3166-1 (für  Französisch-Guayana GF) wieder.
Die aktuellen Codes stehen auf der Seite der ISO unter #iso:code:3166:GF zur Verfügung.

Französisch-Guayana ist auch unter dem Code FR-973 in der ISO 3166-2:FR für Frankreich aufgenommen.